# Raymond Floyd
Pour les articles homonymes, voir Floyd.
Raymond "Ray" Loran Floyd (né le 4 septembre 1942 à Fort Bragg, dans l'État de la Caroline du Nord) est un golfeur professionnel américain qui a remporté plusieurs tournois sur les circuits du PGA Tour et du Champions Tour.

## Jeunesse
Floyd est né le 4 septembre 1942 à Fort Bragg en Caroline du Nord, et a passé son enfance à Fayetteville. Son père, militaire de carrière, est le pro du parcours de Fort Bragg destiné aux appelés.

## Palmarès

### Victoires sur le PGA Tour (22)
| Légende                          |
| Tournois Majeurs (4)             |
| Players Championships (1)        |
| Autres tournois du PGA Tour (17) |

| No. | Date         | Tournoi                                   | Score           | Par rapport au par | Marge de victoire | Second(s)                                             |
| --- | ------------ | ----------------------------------------- | --------------- | ------------------ | ----------------- | ----------------------------------------------------- |
| 1   | Mar 17, 1963 | St. Petersburg Open Invitational          | 67-71-67-69=274 | −14                | 1 coup            | Dave Marr                                             |
| 2   | Jun 27, 1965 | St. Paul Open Invitational                | 66-70-65-69=270 | −14                | 4 coups           | Tommy Aaron, Gene Littler                             |
| 3   | Mar 23, 1969 | Greater Jacksonville Open                 | 68-71-68-71=278 | −10                | Playoff           | Gardner Dickinson                                     |
| 4   | Jul 27, 1969 | American Golf Classic                     | 67-68-68-65=268 | −12                | 4 coups           | Bobby Nichols                                         |
| 5   | Aug 17, 1969 | PGA Championship                          | 69-66-67-74=276 | −8                 | 1 coup            | Gary Player                                           |
| 6   | Jun 8, 1975  | Kemper Open                               | 65-71-73-69=278 | −10                | 3 coups           | John Mahaffey, Gary Player                            |
| 7   | Apr 11, 1976 | Masters Tournament                        | 65-66-70-70=271 | −17                | 8 coups           | Ben Crenshaw                                          |
| 8   | Sep 12, 1976 | World Open Golf Championship              | 69-67-67-71=274 | −10                | Playoff           | Jerry McGee                                           |
| 9   | May 8, 1977  | Byron Nelson Golf Classic                 | 69-70-68-69=276 | −8                 | 2 coups           | Ben Crenshaw                                          |
| 10  | Jul 17, 1977 | Pleasant Valley Classic                   | 67-68-67-69=271 | −12                | 1 coup            | Jack Nicklaus                                         |
| 11  | Apr 8, 1979  | Greater Greensboro Open                   | 73-71-71-67=282 | −6                 | 1 coup            | George Burns, Gary Player                             |
| 12  | Mar 16, 1980 | Doral-Eastern Open                        | 74-69-70-66=279 | −9                 | Playoff           | Jack Nicklaus                                         |
| 13  | Mar 15, 1981 | Doral-Eastern Open (2)                    | 66-68-71-68=273 | −15                | 1 coup            | Keith Fergus, David Graham                            |
| 14  | Mar 23, 1981 | Tournament Players Championship           | 72-74-71-68=285 | −3                 | Playoff           | Barry Jaeckel, Curtis Strange                         |
| 15  | Jun 14, 1981 | Manufacturers Hanover Westchester Classic | 70-68-68-69=275 | −9                 | 2 coups           | Bobby Clampett, Gibby Gilbert, Craig Stadler          |
| 16  | May 30, 1982 | Memorial Tournament                       | 74-69-67-71=281 | −7                 | 2 coups           | Peter Jacobsen, Wayne Levi, Roger Maltbie, Gil Morgan |
| 17  | Jun 13, 1982 | Danny Thomas Memphis Classic              | 67-68-67-69=271 | −17                | 6 coups           | Mike Holland                                          |
| 18  | Aug 8, 1982  | PGA Championship (2)                      | 63-69-68-72=272 | −8                 | 3 coups           | Lanny Wadkins                                         |
| 19  | Apr 28, 1985 | Houston Open                              | 69-70-69-69=277 | −11                | 1 coup            | David Frost, Bob Lohr                                 |
| 20  | Jun 15, 1986 | U.S. Open                                 | 75-68-70-66=279 | −1                 | 2 coups           | Chip Beck, Lanny Wadkins                              |
| 21  | Oct 19, 1986 | Walt Disney World/Oldsmobile Classic      | 68-66-70-71=275 | −13                | Playoff           | Lon Hinkle, Mike Sullivan                             |
| 22  | Mar 8, 1992  | Doral-Ryder Open (3)                      | 67-67-67-70=271 | −17                | 2 coups           | Keith Clearwater, Fred Couples                        |

PGA Tour playoff record (5–10)
| No. | Année | Tournoi                                   | Adversaire(s)                               | Résultat |
| --- | ----- | ----------------------------------------- | ------------------------------------------- | --- |
| 1   | 1969  | Greater Jacksonville Open                 | Gardner Dickinson                           | Gagne avec un birdie au premier trou supplémentaire                                                           |
| 2   | 1971  | Bob Hope Desert Classic                   | Arnold Palmer                               | Perd contre un birdie au second trou supplémentaire                                                           |
| 3   | 1973  | Bing Crosby Pro-Am                        | Orville Moody, Jack Nicklaus                | Nicklaus gagne avec un birdie au premier trou supplémentaire                                                  |
| 4   | 1974  | American Golf Classic                     | Gay Brewer, Jim Colbert Forrest Fezler      | Colbert gagne avec un par au second trou supplémentaire Brewer and Fezler éliminés par un par au premier trou |
| 5   | 1975  | Andy Williams-San Diego Open Invitational | Bobby Nichols, J. C. Snead                  | Snead won with birdie on fourth extra hole Nichols eliminated by par on first hole                            |
| 6   | 1976  | World Open Golf Championship              | Jerry McGee                                 | Gagne avec un birdie au premier trou supplémentaire                                                           |
| 7   | 1980  | Doral-Eastern Open                        | Jack Nicklaus                               | Gagne avec un birdie au second trou supplémentaire                                                            |
| 8   | 1981  | Wickes-Andy Williams San Diego Open       | Tom Jenkins, Bruce Lietzke                  | Lietzke won with birdie on second extra hole Jenkins eliminated by par on first hole                          |
| 9   | 1981  | Tournament Players Championship           | Barry Jaeckel, Curtis Strange               | Gagne avec un par au premier trou supplémentaire                                                              |
| 10  | 1982  | Georgia-Pacific Atlanta Golf Classic      | Keith Fergus                                | Perd contre un birdie au premier trou supplémentaire                                                          |
| 11  | 1982  | World Series of Golf                      | Craig Stadler                               | Perd contre un par au quatrième trou supplémentaire                                                           |
| 12  | 1985  | Manufacturers Hanover Westchester Classic | George Burns, Roger Maltbie                 | Maltbie won with birdie on fourth extra hole                                                                  |
| 13  | 1986  | Walt Disney World/Oldsmobile Classic      | Lon Hinkle, Mike Sullivan                   | Gagne avec un par au premier trou supplémentaire                                                              |
| 14  | 1990  | Masters Tournament                        | Nick Faldo                                  | Perd contre un par au second trou supplémentaire                                                              |
| 15  | 1992  | GTE Byron Nelson Classic                  | Billy Ray Brown, Ben Crenshaw Bruce Lietzke | Brown won with birdie on first extra hole                                                                     |

### Victoires sur le Japan Golf Tour (1)
| No. | Date        | Tournoi           | Score gagnant   | Par rapport au par | Margin of victory | Second(s)      |
| --- | ----------- | ----------------- | --------------- | ------------------ | ----------------- | -------------- |
| 1   | Sep 1, 1991 | Daiwa KBC Augusta | 66-69-69-69=273 | −15                | 1 stroke          | Frankie Miñoza |

### Victoires sur le Canadian Tour (1)
| No. | Date         | Tournoi                             | Score gagnant   | Par rapport au par | Margin of victory | Second(s)     |
| --- | ------------ | ----------------------------------- | --------------- | ------------------ | ----------------- | ------------- |
| 1   | 28 Juin 1981 | Labatt's International Golf Classic | 71-70-65-71=277 | −11                | 6 strokes         | Daniel Talbot |

### Victoires en Amérique Latine (2)
| No. | Date         | Tournoi        | Score gagnant   | Par rapport au par | Margin of victory | Second(s)                       |
| --- | ------------ | -------------- | --------------- | ------------------ | ----------------- | ------------------------------- |
| 1   | Nov 26, 1978 | Brazil Open    | 66-69-72-70=277 | −7                 | 5 strokes         | Vicente Fernández, Steve Martin |
| 2   | Dec 16, 1979 | Friendship Cup | 71-69-66-69=275 | −9                 | 3 strokes         | Peter Jacobsen                  |

### Autres victoires (11)
| No. | Date         | Tournoi                                                            | Score gagnant   | Par rapport au par | Margin of victory | Second(s) |
| --- | ------------ | ------------------------------------------------------------------ | --------------- | ------------------ | ----------------- | --- |
| 1   | Dec 5, 1982  | Nedbank Million Dollar Challenge                                   | 72-69-68-71=280 | −8                 | Playoff           | Craig Stadler |
| 2   | Dec 15, 1985 | Chrysler Team Championship (with Hal Sutton)                       | 63-65-68-64=260 | −28                | Playoff           | Charlie Bolling and Brad Fabel, Jim Colbert and Tom Purtzer, John Fought and Pat McGowan, Gary Hallberg and Scott Hoch       |
| 3   | Nov 27, 1988 | Skins Game                                                         | $290,000        | $290,000           | $372,000          | Jack Nicklaus |
| 4   | Nov 18, 1990 | RMCC Invitational (with Fred Couples)                              | 64-57-61=182    | −34                | 5 strokes         | Peter Jacobsen and Arnold Palmer                                                                                             |
| 5   | Nov 21, 1993 | Franklin Funds Shark Shootout (with Steve Elkington)               | 62-64-62=188    | −28                | 1 stroke          | Mark Calcavecchia and Brad Faxon, Hale Irwin and Bruce Lietzke, Tom Kite and Davis Love III, Mark O'Meara and Curtis Strange |
| 6   | Dec 3, 1995  | Office Depot Father/Son Challenge (with son Raymond Floyd Jr.)     | 62-57=119       | −25                | 6 strokes         | Hale Irwin and son Steve Irwin                                                                                               |
| 7   | Dec 8, 1996  | Office Depot Father/Son Challenge (2) (with son Raymond Floyd Jr.) | 61-63=124       | −20                | 2 strokes         | Dave Stockton and son Ron Stockton                                                                                           |
| 8   | Dec 7, 1997  | Office Depot Father/Son Challenge (3) (with son Raymond Floyd Jr.) | 62-58=120       | −24                | 1 stroke          | Dave Stockton and son Ron Stockton                                                                                           |
| 9   | Jun 22, 2000 | Tylenol Par-3 Shootout                                             | $320,000        | $320,000           | $200,000          | Phil Mickelson |
| 10  | Dec 10, 2000 | Office Depot Father/Son Challenge (4) (with son Robert Floyd)      | 62-60=122       | −22                | Playoff           | Johnny Miller and son Scott Miller                                                                                           |
| 11  | Dec 2, 2001  | Office Depot Father/Son Challenge (5) (with son Robert Floyd)      | 63-61=124       | −20                | 1 stroke          | Hale Irwin and son Steve Irwin                                                                                               |

Other playoff record (3–2)
| No. | Année | Tournoi                                                   | Adversaire(s) | Result |
| --- | ----- | --------------------------------------------------------- | --- | --- |
| 1   | 1982  | Nedbank Million Dollar Challenge                          | Craig Stadler | Won with par on fourth extra hole                                                                         |
| 2   | 1985  | Chrysler Team Championship (with Hal Sutton)              | Charlie Bolling and Brad Fabel, Jim Colbert and Tom Purtzer, John Fought and Pat McGowan, Gary Hallberg and Scott Hoch | Won with birdie on first extra hole                                                                       |
| 3   | 1991  | Fred Meyer Challenge (with Fred Couples)                  | Paul Azinger and Ben Crenshaw, Mark Calcavecchia and Bob Gilder                                                        | Azinger/Crenshaw won with birdie on second extra hole Calcavecchia/Gilder eliminated by par on first hole |
| 4   | 1999  | Office Depot Father/Son Challenge (with son Robert Floyd) | Jack Nicklaus and son Gary Nicklaus                                                                                    | Lost to birdie on third extra hole                                                                        |
| 5   | 2000  | Office Depot Father/Son Challenge (with son Robert Floyd) | Johnny Miller and son Scott Miller                                                                                     | Won with birdie on first extra hole                                                                       |

### Victoires sur le Senior PGA Tour (14)
| Legend                                  |
| Senior PGA Tour major championships (4) |
| Other Senior PGA Tour (10)              |

| No. | Date         | Tournoi                                    | Score gagnant   | Par rapport au par | Marge de victoire | Second(s)                                                               |
| --- | ------------ | ------------------------------------------ | --------------- | ------------------ | ----------------- | ----------------------------------------------------------------------- |
| 1   | Sep 20, 1992 | GTE North Classic                          | 66-67-66=199    | −17                | 2 coups           | Mike Hill                                                               |
| 2   | Oct 25, 1992 | Ralphs Senior Classic                      | 68-65-62=195    | −21                | 3 coups           | Isao Aoki                                                               |
| 3   | Dec 13, 1992 | Senior Tour Championship                   | 65-67-65=197    | −19                | 5 coups           | George Archer, Dale Douglass                                            |
| 4   | Mar 21, 1993 | Gulfstream Aerospace Invitational          | 65-65-64=194    | −22                | 5 coups           | George Archer                                                           |
| 5   | Aug 1, 1993  | Northville Long Island Classic             | 73-70-65=208    | −8                 | 2 coups           | Bob Betley, Bob Charles, Harold Henning, Bruce Lehnhard, Walt Zembriski |
| 6   | Apr 3, 1994  | The Tradition                              | 65-70-68-68=271 | −17                | Playoff           | Dale Douglass                                                           |
| 7   | May 1, 1994  | Las Vegas Senior Classic                   | 68-70-65=203    | −13                | 3 coups           | Tom Wargo                                                               |
| 8   | May 22, 1994 | NFL Golf Classic                           | 68-66-64=198    | −10                | 1 coup            | Bob Murphy, Gary Player                                                 |
| 9   | Nov 13, 1994 | Golf Magazine Senior Tour Championship (2) | 67-73-67-66=273 | −15                | Playoff           | Jim Albus                                                               |
| 10  | Apr 16, 1995 | PGA Seniors' Championship                  | 70-70-67-70=277 | −11                | 5 coups           | John Paul Cain, Larry Gilbert, Lee Trevino                              |
| 11  | Aug 13, 1995 | Burnet Senior Classic                      | 68-65-68=201    | −15                | 1 coup            | Graham Marsh                                                            |
| 12  | Nov 5, 1995  | Emerald Coast Classic                      | 69-66=135*      | −7                 | Playoff           | Tom Wargo                                                               |
| 13  | Jul 14, 1996 | Ford Senior Players Championship           | 71-66-65-73=275 | −14                | 2 coups           | Hale Irwin                                                              |
| 14  | Jul 16, 2000 | Ford Senior Players Championship (2)       | 71-67-69-66=273 | −15                | 1 coup            | Larry Nelson, Dana Quigley                                              |

*Note: The 1995 Emerald Coast Classic was shortened to 36 holes due to rain.
Senior PGA Tour playoff record (3–1)
| No. | Année | Tournoi                                | Adversaire(s) | Result                              |
| --- | ----- | -------------------------------------- | ------------- | ----------------------------------- |
| 1   | 1994  | The Tradition                          | Dale Douglass | Won with birdie on first extra hole |
| 2   | 1994  | Golf Magazine Senior Tour Championship | Jim Albus     | Won with birdie on fifth extra hole |
| 3   | 1995  | Royal Caribbean Classic                | J. C. Snead   | Lost to par on first extra hole     |
| 4   | 1995  | Emerald Coast Classic                  | Tom Wargo     | Won with birdie on third extra hole |

### Autres victoires Seniors (12)
- 1992 Fuji Electric Grandslam
- 1994 Diners Club Matches (with Dave Eichelberger), Senior Skins Game
- 1995 Senior Skins Game, Senior Slam at Los Cabos, Lexus Challenge (with Michael Chiklis)
- 1996 Senior Skins Game, Senior Slam at Los Cabos
- 1997 Senior Skins Game, Lexus Challenge (with William Devane)
- 1998 Senior Skins Game
- 2006 Wendy's Champions Skins Game (with Dana Quigley)

## Tournois Majeurs

### Victoires (4)
| Année | Championnat          | Écart après 54 trous | Score gagnant         | Marge   | Second(s)                |
| ----- | -------------------- | -------------------- | --------------------- | ------- | ------------------------ |
| 1969  | PGA Championship     | 5 coups d'avance     | −8 (69-66-67-74=276)  | 1 coup  | Gary Player              |
| 1976  | Masters Tournament   | 8 coups d'avance     | −17 (65-66-70-70=271) | 8 coups | Ben Crenshaw             |
| 1982  | PGA Championship (2) | 5 coups d'avance     | −8 (63-69-68-72=272)  | 3 coups | Lanny Wadkins            |
| 1986  | U.S. Open            | 3 coups de retard    | −1 (75-68-70-66=279)  | 2 coups | Chip Beck, Lanny Wadkins |

### Chronologie des résultats
| Tournoi               | 1963 | 1964 | 1965 | 1966 | 1967 | 1968 | 1969 |
| --------------------- | ---- | ---- | ---- | ---- | ---- | ---- | ---- |
| Masters Tournament    |      |      | CUT  | T8   | CUT  | T7   | T36  |
| U.S. Open             |      | T14  | T6   | WD   | T38  |      | T13  |
| The Open Championship |      |      |      |      |      |      | T34  |
| PGA Championship      | T57  |      | T17  | T18  | T20  | T41  | 1    |

| Tournoi               | 1970 | 1971 | 1972 | 1973 | 1974 | 1975 | 1976 | 1977 | 1978 | 1979 |
| --------------------- | ---- | ---- | ---- | ---- | ---- | ---- | ---- | ---- | ---- | ---- |
| Masters Tournament    | CUT  | T13  | CUT  | 54   | T22  | T30  | 1    | T8   | T16  | T17  |
| U.S. Open             | T22  | 8    | CUT  | 16   | T15  | T12  | 13   | T47  | T12  | CUT  |
| The Open Championship | CUT  |      |      |      |      | T23  | 4    | 8    | T2   | T36  |
| PGA Championship      | T8   | CUT  | T4   | T35  | T11  | T10  | T2   | T40  | T50  | T62  |

| Tournoi               | 1980 | 1981 | 1982 | 1983 | 1984 | 1985 | 1986 | 1987 | 1988 | 1989 |
| --------------------- | ---- | ---- | ---- | ---- | ---- | ---- | ---- | ---- | ---- | ---- |
| Masters Tournament    | T17  | T8   | T7   | T4   | T15  | T2   | CUT  | CUT  | T11  | T38  |
| U.S. Open             | T47  | T37  | T49  | T13  | T52  | T23  | 1    | T43  | T17  | T26  |
| The Open Championship |      | T3   | T15  | T14  | CUT  |      | T16  | T17  | CUT  | T42  |
| PGA Championship      | T17  | T19  | 1    | T20  | T13  | CUT  | CUT  | T14  | T9   | T46  |

| Tournoi               | 1990 | 1991 | 1992 | 1993 | 1994 | 1995 | 1996 | 1997 | 1998 | 1999 |
| --------------------- | ---- | ---- | ---- | ---- | ---- | ---- | ---- | ---- | ---- | ---- |
| Masters Tournament    | 2    | T17  | 2    | T11  | T10  | T17  | T25  | CUT  | CUT  | T38  |
| U.S. Open             | CUT  | T8   | T44  | T7   |      | T36  |      |      |      |      |
| The Open Championship | T39  | CUT  | T12  | T34  |      | T58  |      |      |      |      |
| PGA Championship      | T49  | T7   | T48  | CUT  | T61  |      |      |      |      |      |

| Tournoi               | 2000 | 2001 | 2002 | 2003 | 2004 | 2005 | 2006 | 2007 | 2008 | 2009 |
| --------------------- | ---- | ---- | ---- | ---- | ---- | ---- | ---- | ---- | ---- | ---- |
| Masters Tournament    | CUT  | CUT  | CUT  | CUT  | CUT  | CUT  | CUT  | CUT  | CUT  | CUT  |
| U.S. Open             |      |      |      |      | CUT  |      |      |      |      |      |
| The Open Championship |      |      |      |      |      |      |      |      |      |      |
| PGA Championship      |      |      |      |      |      |      |      |      |      |      |

CUT = missed the halfway cut (3rd round cut in 1984 Open Championship)
WD = abandon
"T" indique une place à égalité

### Résumé
| Tournoi               | Victoires | 2nd | 3rd | Top-5 | Top-10 | Top-25 | Events | Cuts made |
| --------------------- | --------- | --- | --- | ----- | ------ | ------ | ------ | --------- |
| Masters Tournament    | 1         | 3   | 0   | 5     | 11     | 22     | 45     | 27        |
| U.S. Open             | 1         | 0   | 0   | 1     | 5      | 16     | 31     | 26        |
| The Open Championship | 0         | 1   | 1   | 3     | 4      | 10     | 20     | 16        |
| PGA Championship      | 2         | 1   | 0   | 4     | 8      | 17     | 31     | 27        |
| Totals                | 4         | 5   | 1   | 13    | 28     | 65     | 127    | 96        |

- Plus grand nombre de cuts consécutifs – 24 (1972 PGA – 1979 Masters)
- plus longue série de top-10s – 3 (1976 Open Championship – 1977 Masters)

## The Players Championship

### Victoires (1)
| Année | Championnat                     | position après 54 trous | Score gagnant        | Marge   | Second(s)                     |
| ----- | ------------------------------- | ----------------------- | -------------------- | ------- | ----------------------------- |
| 1981  | Tournament Players Championship | 6 coups de retard       | −3 (72-74-71-68=285) | Playoff | Barry Jaeckel, Curtis Strange |

### Chronologie des résultats
| Tournoi                  | 1974 | 1975 | 1976 | 1977 | 1978 | 1979 | 1980 | 1981 | 1982 | 1983 | 1984 | 1985 | 1986 | 1987 | 1988 | 1989 | 1990 |
| ------------------------ | ---- | ---- | ---- | ---- | ---- | ---- | ---- | ---- | ---- | ---- | ---- | ---- | ---- | ---- | ---- | ---- | ---- |
| The Players Championship | T24  | T21  | T12  | T13  | CUT  | T14  | CUT  | 1    | T22  | T23  | T12  | T33  | T21  | CUT  | DQ   | CUT  | CUT  |

 Win
CUT = cut manqué à mi-parcours du tournoi
DQ = disqualifié
"T" indique une place à égalité

## Tournois Majeurs du Champions Tour

### Victoires (4)
| Année | Championnat                          | Score gagnant         | Marge     | Runner(s)-up                               |
| ----- | ------------------------------------ | --------------------- | --------- | ------------------------------------------ |
| 1994  | The Tradition                        | −17 (65-70-68-68=271) | Playoff1  | Dale Douglass                              |
| 1995  | PGA Seniors' Championship            | −11 (70-70-67-70=277) | 5 strokes | John Paul Cain, Larry Gilbert, Lee Trevino |
| 1996  | Ford Senior Players Championship     | −13 (71-66-65-73=275) | 2 strokes | Hale Irwin                                 |
| 2000  | Ford Senior Players Championship (2) | −15 (71-67-69-66=273) | 1 stroke  | Larry Nelson, Dana Quigley                 |

1Floyd marque un birdie au premier trou supplémentaire.

## Participations aux équipes nationales des U.S.A
Professionnel
- Ryder Cup: 1969 (vainqueurs), 1975 (vainqueurs), 1977 (vainqueurs), 1981 (vainqueurs), 1983 (vainqueurs), 1985, 1989 (non-playing captain), 1991 (vainqueurs), 1993 (vainqueurs)
- Dunhill Cup: 1985, 1986
- Nissan Cup: 1985 (vainqueurs)
- UBS Cup: 2001 (vainqueurs), 2002 (vainqueurs), 2003 (tie), 2004 (vainqueurs)
- Wendy's 3-Tour Challenge (représentant le Senior PGA Tour): 1992 (PGA Tour), 1993 (vainqueurs), 1994, 1995 (vainqueurs), 1996